# Conference Ouest 1999
La Conference Ouest 1999 è stata la 4ª edizione dell'omonimo torneo di football americano.
L'edizione è stata vinta dagli Yankees Angers sui Caïmans72 du Mans.

## Squadre partecipanti
| Club                | Città   | Stadio | Sponsor ufficiale | Risultato nella stagione 1998 |
| ------------------- | ------- | ------ | ----------------- | ----------------------------- |
| Caïmans72 du Mans   | Le Mans |        |                   |                               |
| Conquérants de Caen | Caen    |        |                   |                               |
| Dockers de Nantes   | Nantes  |        |                   |                               |
| Yankees Angers      | Angers  |        |                   |                               |

## Playoff

### Tabellone
|  | Semifinali          | Semifinali          | Semifinali        |                   |                | Ouest Bowl IV        | Ouest Bowl IV        | Ouest Bowl IV        |  |
|  |                     |                     |                   |                   |                |                      |                      |                      |  |
|  | Conquérants de Caen | Conquérants de Caen | 6                 |                   |                |                      |                      |                      |  |
|  | Conquérants de Caen | Conquérants de Caen | 6                 |                   |                |                      |                      |                      |  |
|  | Yankees Angers      | Yankees Angers      | 24                |                   |                |                      |                      |                      |  |
|  | Yankees Angers      | Yankees Angers      | 24                |                   | Yankees Angers | Yankees Angers       | 50                   |                      |  |
|  |                     |                     |                   |                   | Yankees Angers | Yankees Angers       | 50                   |                      |  |
|  |                     |                     | Caïmans72 du Mans | Caïmans72 du Mans | 6              |                      |                      |                      |  |
|  | Caïmans72 du Mans   | Caïmans72 du Mans   | Caïmans72 du Mans | Caïmans72 du Mans | 6              | 16                   |                      |                      |  |
|  | Caïmans72 du Mans   | Caïmans72 du Mans   |                   |                   |                | 16                   |                      |                      |  |
|  | Dockers de Nantes   | Dockers de Nantes   | 0                 |                   |                | Finale 3º - 4º posto | Finale 3º - 4º posto | Finale 3º - 4º posto |  |
|  | Dockers de Nantes   | Dockers de Nantes   | 0                 |                   |                |                      |                      |                      |  |
|  |                     |                     |                   |                   |                |                      |                      |                      |  |
|  |                     |                     |                   |                   |                | Conquérants de Caen  | Conquérants de Caen  | 18                   |  |
|  |                     |                     |                   |                   |                | Conquérants de Caen  | Conquérants de Caen  | 18                   |  |
|  |                     |                     |                   |                   |                | Dockers de Nantes    | Dockers de Nantes    | 2                    |  |

### Semifinali
| 23 maggio 1999 | Caïmans72 du Mans | 16 – 0 | Dockers de Nantes |  |

| 23 maggio 1999 | Conquérants de Caen | 6 – 24 | Yankees Angers |  |

### Finale 3º - 4º posto
| 23 maggio 1999 | Conquérants de Caen | 18 – 2 | Dockers de Nantes |  |

### Ouest Bowl IV
| 23 maggio 1999 | Yankees Angers | 50 – 6 | Caïmans72 du Mans |  |

## Verdetti
- Yankees Angers vincitori dell'Ouest Bowl 1999